# Doctor P.P.
Doctor P.P. je česká rocková skupina, aktivní od poloviny devadesátých let dodnes. Skupinou prošla celá řada hudebníků, mezi které patří například Petr Henych, František Sahula nebo Michal Šerák. Skupinu vede Petr Pečený. Se skupinou spolupracuje také Lou Fanánek Hagen. Jedno studiové album skupiny se jmenuje Rock'n'Roll Zombie a vyšlo v říjnu 2009, další album Zdravý doktor vyšlo v dubnu 2013 a bylo pokřtěno 25. dubna 2013 v pražském Lucerna Music baru. Prozatím poslední album skupiny vyšlo v roce 2018 a nese název Levák.

## Diskografie
- Je to pečený (1996)
- Jeliman (1999)
- Tenkej led (2002)
- Omyl mladších třetihor (2005)
- Lochneska (2007)[3]
- Rock'n'Roll Zombie (2009)
- Zdravý doktor (2013)
- Levák (2018)